# Coca de Alba (kommunhuvudort)
Coca de Alba är en kommunhuvudort i Spanien.   Den ligger i provinsen Provincia de Salamanca och regionen Kastilien och Leon, i den centrala delen av landet, 150 km väster om huvudstaden Madrid. Coca de Alba ligger 834 meter över havet och antalet invånare är 124.
Terrängen runt Coca de Alba är platt. Runt Coca de Alba är det glesbefolkat, med 19 invånare per kvadratkilometer. Närmaste större samhälle är Peñaranda de Bracamonte, 14,1 km öster om Coca de Alba. Trakten runt Coca de Alba består till största delen av jordbruksmark.